# Avro York
Avro York – brytyjski samolot transportowy i pasażerski, zbudowany przez wytwórnię lotniczą Avro na bazie bombowca Avro Lancaster, używany zarówno w lotnictwie cywilnym jak i wojskowym, w latach 1943−1964.

## Historia
W lutym 1942 roku inżynier Roy Chadwick pracujący w fabryce Avro w Chadderton opracował projekt czterosilnikowego samolotu transportowego dalekiego zasięgu. Nowy płatowiec stanowił połączenie skrzydeł, silników, usterzenia i podwozia samolotu Avro Lancaster z obszernym kadłubem o kwadratowym przekroju, o pojemności komory ładunkowej dwukrotnie przewyższającej transportowe wersje Lancastera. Prototyp o numerze fabrycznym LV626 został oblatany 5 lipca 1942 roku w bazie Royal Air Force Ringway (obecny port lotniczy Manchester).
Brytyjsko-amerykańska umowa o podziale produkcji wojennej, przewidująca przejęcie przez amerykański przemysł lotniczy całości konstrukcji samolotów transportowych na potrzeby aliantów, nie pozwalała Avro pozyskać materiałów i środków finansowych do budowy większej serii maszyn, nazwanych York (oznaczenie producenta typ 685). Jednak dobre wyniki uzyskane podczas prób w locie spowodowały, że brytyjskie ministerstwo lotnictwa wydało specyfikację nr 1/42, na budowę trzech kolejnych prototypów i ograniczonej serii produkcyjnej.
Trzeci z wybudowanych samolotów (LV633) otrzymał dodatkowy statecznik pionowy umieszczony na kadłubie, kompensujący negatywny wpływ większej powierzchni bocznej kadłuba. Został on wyposażony jako latająca sala konferencyjna i pod nazwą własną „Ascalon” był używany przez 24 dywizjon RAF, stacjonujący w Northolt do przewozu ważnych osobistości. Korzystał z niego m.in. król Jerzy V wizytujący oddziały brytyjskie w Afryce Północnej i premier Winston Churchill w locie do Algieru w 1943 roku. Inne, podobnie skonfigurowane Yorki były przeznaczony do osobistego użytku Louisa Mountbattena, księcia Gloucester czy marszałka polnego Jana Smutsa. Ten ostatni (MV107) został w 1945 roku włączony w skład South African Air Force pod oznaczeniem 4999 „Qubaas”.
Pięć samolotów wczesnej produkcji, z uniwersalnymi kabinami pasażersko-ładunkowymi, zostało w 1944 roku przekazanych do cywilnego użytku w British Overseas Airways Corporation. Operowały one na trasie z Wielkiej Brytanii do Maroka i Kairu. W sierpniu 1945 roku, już po zakończeniu II wojny światowej, RAF otrzymał 25 egzemplarzy dla Transport Command. Po wojnie część samolotów trafiła do cywilnych linii lotniczych i była używana jako pasażerskie i transportowe, głównie na trasach długodystansowych. Ich użytkownikami były: British South American Airways, Flota Aerea Mercante Argentina (FAMA), Skyways Ltd., South African Airways i kilka mniejszych przedsiębiorstw, dzierżawiących pojedyncze egzemplarze. W latach 50. Yorki obsługiwały linię transportową nad biegunem północnym.
W 1948 roku Yorki były używane w dwóch dużych operacjach lotniczych: transporcie wojsk brytyjskich na Bliski Wschód w związku z wojną izraelsko-arabską oraz w berlińskim moście powietrznym. W tej ostatniej akcji wzięły udział zarówno samoloty cywilnych właścicieli, jak i 24. i 551. dywizjonów RAF.
Ogółem do kwietnia 1948 roku wyprodukowano 257 egzemplarzy Avro York: 4 prototypy, 208 sztuk dla RAF, 25 dla BOAC, 12 do użytku w liniach lotniczych British South American, 5 dla argentyńskich linii FAMA i dwa dla Skyways Ltd. Jeden samolot Avro York został zbudowany dla Royal Canadian Air Force w zakładach Victory Aircraft w Kanadzie.
Ostatni York, o nazwie własnej „Ascalon II”, został wycofany ze służby liniowej w RAF w marcu 1957 roku. Zdemobilizowane samoloty latały jeszcze przez kilka lat w cywilnych liniach lotniczych różnych państw. W 1963 roku na terenie Wielkiej Brytanii pozostały trzy egzemplarze Yorka.

## Opis konstrukcji
Avro York był czterosilnikowym, wolnonośnym górnopłatem o konstrukcji całkowicie metalowej. Obszerny kadłub konstrukcji skorupowej, o kwadratowym przekroju poprzecznym, miał w przedniej części kabinę pilotów, za nią zaś przestrzeń ładunkową, która mogła być wykorzystana jako pasażerska, transportowa lub mieszana. W tym ostatnim wypadku ładunek lokowano z przodu, zaś miejsca pasażerskie w tylnej części. Podwozie było klasyczne, trójpodporowe, z kółkiem ogonowym.
Napęd samolotu stanowiły w wersji Mk. I cztery silniki rzędowe Rolls-Royce Merlin T.24 lub Merlin 502 o mocy 1598 hp (1175 kW) każdy, zaś w wersji Mk. II cztery silniki Bristol Hercules VI o mocy 1627 hp (1197 kW) każdy.